# Semarapura Kelod Kangin
Semarapura Kelod Kangin is een bestuurslaag in het regentschap Klungkung van de provincie Bali, Indonesië. Semarapura Kelod Kangin telt 5670 inwoners (volkstelling 2010).